# Jorja Smithová
Jorja Alice Smith (* 11. června 1997, Walsall, West Midlands) je britská R&B zpěvačka. Smith vydala v roce 2016 EP Project 11 a v roce 2018 svoje první studiové album Lost & Found, které dosáhlo 66. příčky prodejů v Česku. Dříve spolupracovala s umělci jako např. Drake, Kendrick Lamar, Stormzy a Maverick Sabre.

## Život a tvorba
Jorja Alice Smith se narodila 11. června 1997 ve městě Walsall, West Midlands, Spojené království, jamajskému otci a anglické matce. Její otec je úředník pro lidské zdroje a její matka je designérka šperků.
Na pobídku otce chodila na hodiny klavíru od osmi let. Následně dostala stipendium pro studium hoboje a klasického zpěvu. V patnácti letech ji objevil manažer skrze videa ve kterých zpívá, která uploadovala na YouTube. Poté cestovala při škole pravidelně do Londýna, kde ji učil hudební skladbu irsko-anglický hudebník Maverick Sabre a Ed Thomas.
V lednu 2016 vydala svůj první singl „Blue Lights“ skrze SoundCloud. Druhý single „Where Did I Go?“ vydala v květnu. V listopadu 2016 vydala svoje první EP pod názvem Project 11. Debutové album, jenž obsahuje skladby napsané během předchozích pěti let, bylo vydáno v červnu 2018. Umístilo se mimo jiné na 66. příčce prodejů v Česku. Téhož roku byla Smith nominována na Cenu Grammy.

## Diskografie

### Studiová alba
- Lost & Found (2018)

### EP
- Project 11 (2016)
- Spotify Singles (2017)

### Singly
- „Blue Lights“ (2016)
- „Where Did I Go“ (2016)
- „Teenage Fantasy“ (2017)
- „On My Mind“ (2017)
- „Let Me Down“ (2018)
- „February 3rd“ (2018)
- „On Your Own“ (2018)

### Propagační singly
- „A Prince“ (2016)
- „Beautiful Little Fools“ (2017)